# Бай Ин
Бай Ин (кит. трад. 白鷹, упр. 白鹰, пиньинь Bái Yīng; род. 1940 или 1941, Пекин, Китай) — тайваньский актёр, известный ролями в уся-фильмах режиссёра Кинга Ху.
Родился в 1940 году в Пекине (находившемся тогда под японской оккупацией); его предки происходили из провинции Сычуань. В 1949 году семья перебралась на Тайвань. В 1966 присоединился к кинокомпании Union Film. Первый фильм, в котором он сыграл, назывался «Харчевня Дракона» (1967) режиссёра Кинга Ху. Это была дебютная отрицательная роль преследователя, первого евнуха императора, Цао Шаоциня. С 1971 года снимался в фильмах гонконгской студии Golden Harvest. С конца 1970-х по начало 1980-х принимал участие во многих низкобюджетных фильмах кунг-фу и уся. Со второй половины 1980-х по начало 2000-х появлялся в основном в боевиках Тайваня и Гонконга. В 1977 году получил награду на 14-м кинофестивале «Золотая лошадь» в категории «Лучшая мужская роль» в фильме «Великий дракон» (1977).

## Фильмография (неполная)
- Харчевня Дракона (1967) — Цао Шаоцинь
- Железная госпожа (1969) — Вэй Шэн
- Чёрное письмо (1969) — Сю Хуачжэнь
- Великий пыл патриотов (1970) — Лу Лю
- Непобедимая восьмёрка (1971) — Вань Шунь
- Прикосновение дзена (1971) — генерал Ши
- История 36 убийц (1971) — Мэн Лян
- Бурная река (1971) — Король ада
- Евнух (1971) — Гуй Дэхай
- Хапкидо (1972) — главный инструктор школы «Чёрный Медведь»
- Леди-вихрь (1972) — Дун Ку
- Жизнь и смерть (1972) — Чэнь Чан
- Бандиты из Шаньдуна (1972) — главарь банды
- Палящее солнце и свирепый ветер (1973) — Чэнь Чунь
- Судьба Ли Хана (1973) — Ван Шицэн
- Удар грома (1973) — Хун Вэй
- Храбрецы (1975) — У Цзиюань
- Меч судьи (1975)
- Авантюрист (1976) — Ма Имин
- Армия семерых бойцов (1976) — рядовой Цзя Фушэн
- Лучшие из кунг-фу Шаолиня (1976) — император Цяньлун
- 36 бусин Шаолиня (1977) — Цзянь Вайхань
- Великий дракон (1977) — Цао Тайцзи
- Девушка, владеющая йогой и кунг-фу (1979) — Чан
- Рассерженный парень (1983)
- Наездники храма Шаолинь (1984)